# Johan Museeuw

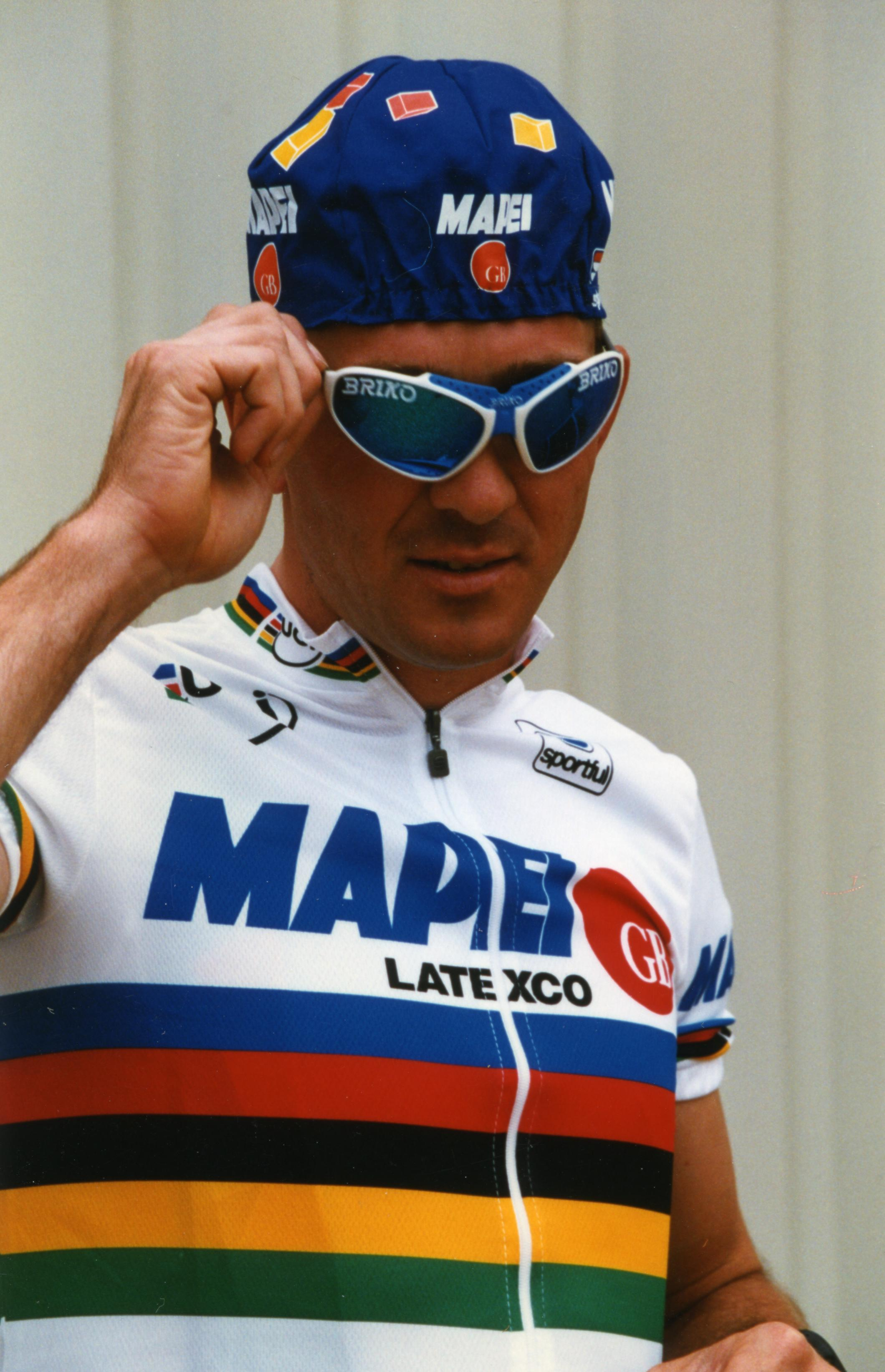
Johan Museeuw al Critèrium de Level, 1997

Johan Museeuw (Varsenare, 13 d'octubre de 1965) va ser un ciclista flamenc, que fou professional entre 1988 i 2004. Durant la seva carrera aconseguí més de 100 victòries, sent un dels millors ciclistes de la dècada dels 90 del segle xx. El seu sobrenom va ser De Leeuw van Vlaanderen (trad.: el Lleó de Flandes).
Bon esprínter en els seus primers anys, va guanyar dues etapes al Tour de França de 1990, inclosa l'arribada final a l'avinguda dels Camps Elisis de París. Amb tot, a poc a poc, s'anà transformant fins a convertir-se en un excel·lent corredor de clàssiques, sent el ciclista que més podis té a la París-Roubaix i el Tour de Flandes, a banda de tres victòries en cadascuna d'elles. També guanyà dues edicions de la Copa del món de ciclisme, el 1995 i el 1996. Aquest mateix any s'imposà al Campionat del món de ciclisme en ruta, sent l'únic ciclista que ha aconseguit guanyar en un mateix any el Campionat del món i la Copa del món.
Una setmana després de guanyar el Tour de Flandes de 1998 va patir una greu caiguda durant la disputa de la París-Roubaix, en la qual es fracturà la ròtula. Després un llarg procés de recuperació va tornar a la competició, però una nova lesió, aquest cop per culpa d'un accident de cotxe el va fer estar aturat molt de temps. El 2000 tornà a guanyar la París-Roubaix.
Es va retirar a la primavera de 2004, mantenint-se vinculat a l'equip Quick Step-Innergetic, com a relacions públiques.

## Palmarès
- 1985
  - 1r als Dos dies del Gaverstreek
- 1986
  - Vencedor d'una etapa a la Volta a Bèlgica amateur
- 1989
  - 1r al Gran Premi Deutsche Weinstrasse
  - Vencedor d'una etapa de la Volta a Bèlgica
- 1990
  - 1r a À travers le Morbihan
  - 1r el Circuit de Houtland
  - Vencedor de 2 etapes del Tour de França
  - Vencedor d'una etapa dels Tres dies de De Panne
  - Vencedor d'una etapa dels Quatre dies de Dunkerque
  - Vencedor d'una etapa del Tour de l'Oise
  - Vencedor d'una etapa de la Volta a Irlanda
- 1991
  - 1r al Campionat de Zúric
  - 1r al Campionat de Flandes
  - Vencedor de 2 etapes de la Volta a Andalusia
  - Vencedor d'una etapa dels Quatre dies de Dunkerque
  - Vencedor d'una etapa del Midi Libre
  - Vencedor d'una etapa del Tour of Britain
  - Vencedor d'una etapa de la Volta a Irlanda
- 1992
  -  Campió de Bèlgica en ruta
  - 1r al Gran Premi E3
  - Vencedor de 2 etapes de la Volta a la Comunitat Valenciana
  - Vencedor d'una etapa de la Volta a Andalusia
  - Vencedor d'una etapa de la Bicicleta Basca
  - Vencedor d'una etapa de la Vuelta a los Valles Mineros
- 1993
  - 1r al Tour de Flandes
  - 1r a la París-Tours
  - 1r a l'A través de Bèlgica
  - 1r al Gran Premi Wielerrevue
  - Vencedor d'una etapa de la París-Niça
  - Vencedor d'una etapa de la Volta a Suïssa
  - Vencedor d'una etapa de la Hofbrau Cup
- 1994
  - 1r a l'Amstel Gold Race
  - 1r a la Kuurne-Brussel·les-Kuurne
  - 1r a la Druivenkoers Overijse
  - Vencedor d'una etapa de la Volta a Suïssa
- 1995
  -  1r a la Copa del Món de ciclisme
  - 1r al Tour de Flandes
  - 1r el Campionat de Zúric
  - 1r als Quatre dies de Dunkerque i vencedor d'una etapa
  - 1r al Trofeo Laigueglia
  - 1r al Circuit de les Ardenes flamenques - Ichtegem
  - 1r a la Druivenkoers Overijse
  - 1r al Gran Premi Eddy Merckx
  - 1r al Campionat de Flandes
- 1996
  -  1r a la Copa del Món de ciclisme
  -  Campió del món en ruta
  -  Campió de Bèlgica en ruta
  - 1r a la París-Roubaix
  - 1r a la Fletxa Brabançona
  - 1r al Circuit Mandel-Lys-Escaut
  - Vencedor d'una etapa del Giro de Puglia
- 1997
  - 1r a la Kuurne-Brussel·les-Kuurne
  - 1r als Tres dies de De Panne
  - 1r als Quatre dies de Dunkerque i vencedor d'una etapa
  - 1r al Gran Premi Breitling (amb Oskar Camenzind)
  - Vencedor de 3 etapes de la Volta a Andalusia
- 1998
  - 1r al Tour de Flandes
  - 1r a la Fletxa Brabançona
  - 1r al Gran Premi E3
- 1999
  - 1r a l'A través de Bèlgica
  - 1r al Circuit Mandel-Lys-Escaut
- 2000
  - 1r a la París-Roubaix
  - 1r a l'Omloop Het Volk
  - 1r a la Fletxa Brabançona
- 2002
  - 1r a la París-Roubaix
  - 1r a la HEW Cyclassics
  - Vencedor d'una etapa del Tour de Valònia
  - Vencedor d'una etapa del Guldensporentweedaagse
- 2003
  - 1r a l'Omloop Het Volk
  - 1r al Circuit Mandel-Lys-Escaut
  - Vencedor d'una etapa de la Volta a Dinamarca

### Resultats al Tour de França
- 1988. Abandona (18a etapa)
- 1989. 106è de la classificació general
- 1990. 81è de la classificació general. Vencedor de 2 etapes
- 1991. Abandona (15a etapa)
- 1992. 73è de la classificació general
- 1993. 50è de la classificació general.  Porta el mallot groc durant 2 etapes
- 1994. 80è de la classificació general  Porta el mallot groc durant 1 etapa
- 1995. 73è de la classificació general
- 1996. 95è de la classificació general
- 1997. Abandona (18a etapa)
- 2001. Abandona (13a etapa)